# Marina von Ditmar
Marina von Ditmar (Pietrogrado, 30 ottobre 1914 – Bad Kissingen, 3 settembre 2014) è stata un'attrice e regista tedesca, che ha recitato a teatro e al cinema.

## Biografia
Nata a San Pietroburgo da genitori di origini baltico-tedesche, si trasferisce in Germania. Prende lezioni da Ilka Grüning e Lucie Höflich, per poi intraprendere la carriera di attrice teatrale: recita a Brema, a Lipsia e a Berlino (1937-1941). Nel 1933, dopo aver recitato in un teatro nei pressi della Deka-Film (poi divenuta UFA), inizia la carriera cinematografica recitando in ruoli minori per poi passare a parti di maggior rilievo: recita in pellicole propagandistiche per il nazionalsocialismo (Legion Condor e Stukas, rispettivamente del 1939 e 1941) e anti-sovietiche (GPU, 1942). Diviene un volto popolare nel cinema del Reich tedesco, percependo uno stipendio paragonabile a quello delle maggiori stelle cinematografiche dell'epoca.
Sposa Hans-Georg Dehnhardt (1913–2001) nel 1949, anno in cui si ritira dalle scene. Muore a quasi cento anni, in Germania.

## Filmografia
- La principessa della Czarda (Die Czardasfürstin), regia di Georg Jacoby (1934)
- Oro nero (Stadt Anatol), regia di Viktor Tourjansky (1936)
- Liebe kann lügen, regia di Heinz Helbig (1937)
- Die göttliche Jette, regia di Erich Waschneck (1937)
- Preußische Liebesgeschichte, regia di Paul Martin (1938)
- Legion Condor, regia di Karl Ritter (1939)
- Über alles in der Welt, regia di Karl Ritter (1941)
- GPU, regia di Karl Ritter (1942)
- Il barone di Münchhausen (Münchhausen), regia di Josef von Báky (1943)
- Wenn der junge Wein blüht, regia di Fritz Kirchhoff (1944)
- Komm zu mir zurück, regia di Heinz Paul (1949)
- Kronjuwelen, regia di Franz Cap (1950)